# 孔雀东南飞 (越剧)
孔雀东南飞，越剧古装剧，取材于东汉乐府诗《古诗为焦仲卿妻作》。

## 概述
1950年，该剧由东山越艺社演出，范瑞娟饰焦仲卿，傅全香饰刘兰芝。该剧为范瑞娟、傅全香的代表作之一。1981年，该剧由上海电视台拍摄为戏曲电视剧。该剧为上海越剧院常演剧目之一。